# Wartezeit (Arbeitsrecht)
Wartezeiten gibt es im Arbeitsrecht für den Eintritt eines Rechts in einigen Fällen.

## Erholungsurlaub
Eine Wartezeit gibt es bei dem Anspruch auf Urlaub. Gemäß § 4 BUrlG erlangt den vollen Urlaubsanspruch erstmals, wer mehr als 6 Monate in einem befristeten oder unbefristeten Arbeitsverhältnis steht. Bis zum Ablauf dieser Wartezeit hat der Arbeitnehmer lediglich eine sogenannte Anwartschaft auf die Gewährung von Urlaub erworben. Endet das Arbeitsverhältnis vor Ablauf der Wartezeit, so hat der Arbeitnehmer nur einen Anspruch auf einen entsprechenden Teilurlaub. Nach Ablauf der Wartezeit besteht der volle Urlaubsanspruch ohne Rücksicht auf die Dauer der Beschäftigung. In Tarifverträgen ist jedoch teilweise etwas anderes geregelt. Wird das Arbeitsverhältnis unterbrochen, führt die Unterbrechung auch zur Unterbrechung der Wartezeit, worunter allerdings nicht die Unterbrechung aufgrund zur Arbeitsunfähigkeit führender Erkrankung fällt. Im Hinblick auf die Berechnung der Wartezeit wird auf die allgemeinen Vorschriften des BGB zurückgegriffen, §§ 186 ff. BGB.

## Entgeltfortzahlung im Krankheitsfall
Eine Wartezeit gibt es auch für den Anspruch auf Entgeltfortzahlung im Krankheitsfall. Nach § 3 Entgeltfortzahlungsgesetz entsteht der Anspruch erst nach vierwöchiger ununterbrochener Dauer des Arbeitsverhältnisses.

## Beförderungen
Zwischen zwei Beförderungen ist eine Wartezeit vorgesehen. Nach § 22 Abs. 4 Nr. 2b BBG ist eine Beförderung erst ein Jahr nach der vorangegangenen Beförderung zulässig. Grundsätzlich verstoßen Mindestwartezeiten, die durch Verwaltungsvorschriften oder durch eine rein tatsächliche Übung eingeführt werden können, nicht gegen die allgemeinen Auswahlgrundsätze. Sie dienen vielmehr der Verwirklichung des Leistungsprinzips, denn die Übertragung eines höheren Amtes setzt voraus, dass der Beamte den Anforderungen dieses Amtes voll entspricht. Um hierfür eine hinreichend sichere Beurteilungsgrundlage zu haben, ist eine gewisse Mindestbewährungszeit in dem niedrigeren Amt unabdingbar. Nach Art. 28 Abs. 2 Satz 2 Nr. 2 BayBG ist eine Beförderung innerhalb eines Jahres nach der letzten Beförderung eines Beamten nicht zulässig. Eine Sperrzeit von 3 Jahren im gehobenen und höheren Dienst und von 2 Jahren im einfachen und mittleren Dienst verhindert, dass zu schnell befördert wird. Wartezeiten für die Vergabe eines Beförderungsamts stehen jedoch nur dann in Einklang mit Art. 33 Abs. 2 GG, wenn sie der Feststellung der praktischen Bewährung des Bewerbers im bisherigen Amt dienen; sie dürfen jedenfalls nicht länger sein als der für eine Regelbeurteilung vorgesehene Zeitraum.

## Betriebliche Altersversorgung
Wartezeiten bestehen auch im Bereich der betrieblichen Altersversorgung, die als Gehaltskomponente – insbesondere bei der sogenannten Arbeitgeberfinanzierung – auf Arbeitsverträge durchgreift. Zu berücksichtigen sind in diesem Fall die Unverfallbarkeitsfristen, § 1b BetrAVG. Die Unverfallbarkeitsfristen sind im Betriebsrentengesetz geregelt. Seit 2009 gilt, dass gekoppelt an ein Mindestalter des Arbeitnehmers von 25 Jahren eine Frist von 5 Jahren besteht. Das heißt, dass die arbeitgeberfinanzierte betriebliche Altersversorgung des Arbeitnehmers bei Ausscheiden aus dem Betrieb vor Ablauf der Wartefrist verfällt.

## Passives Wahlrecht bei Betriebsratswahlen
Arbeitnehmer sind nach § 8 Betriebsverfassungsgesetz bei Betriebsratswahlen erst wählbar, nachdem sie dem Betrieb, für den der Betriebsrat gewählt wird, mindestens sechs Monate angehört haben.

## Kündigungsschutz
Beim allgemeinen Kündigungsschutz nach dem Kündigungsschutzgesetz und beim besonderen Kündigungsschutz für Schwerbehinderte gibt es eine sechsmonatige Wartezeit. Nach § 1 Abs. 1 Kündigungsschutzgesetz muss das Arbeitsverhältnis in demselben Betrieb oder Unternehmen ohne Unterbrechung länger als sechs Monate bestanden haben, ehe der Kündigungsschutz einsetzt. Ähnliches gilt nach § 173 Abs. 1 Nr. 1 SGB IX für den Kündigungsschutz für Schwerbehinderte.